# Kruševo (Brestovac)
Kruševo is een plaats in de gemeente Brestovac in de Kroatische provincie Požega-Slavonië. De plaats telt géén inwoners (2011).